# Graminícola de la Xina
La graminícola de la Xina (Graminicola striatus) és un ocell de la família dels pel·lorneids (Pellorneidae).

## Hàbitat i distribució
Habita zones amb herba alta i canyars de les terres baixes al sud-est de la Xina, a l'est de Kwangsi i Hainan, sud de Myanmar a Tenasserim i centre de Tailàndia.